# ミリン・ダヨ
ミリン・ダヨ（Mirin Dajo、1912年8月6日 - 1948年5月26日）はオランダ・ロッテルダム生まれのスイスで死去したオランダ人男性。本名アルノルト・ヘンスケス（Arnold Henskes）。「ミリン・ダヨ」はエスペラントで「素晴らしい」の意味。
1945年から1947年にかけ、胴体の様々な箇所に西洋の槍状剣を突き刺し貫通させ抜かせることを繰り返し、死ぬどころか出血多量や重傷にも全くならないという超常現象まがいの行為を写真や動画映像に残した。ただし、1947年にチューリッヒ大学病院で行われた公開検査（本人に対するもののほか、ウサギを用いた動物実験）によれば、医学的に不可能な事象は起きていないとする結果が出ている。剣を身体に貫通させた際にも心臓・肺・腎臓などの臓器を貫かず、唯一肝臓のみを貫いたが、肝臓だけでは死に至らない。心臓・大動脈・大静脈など、血液が多量に流れる器官や血管を避け、細身の剣を使い、一定のスピードでゆっくり刺すようにすれば、出血多量を起こしたり死亡することがないとされる。
また、瘻孔（ろうこう）というピアスの穴のような人為的に身体にあけた穴を用いれば、内臓を傷つけず、出血も無いとする指摘もある。
釘を食べ、医者に麻酔をかけずに取り除いてもらえという啓示を受け、実際に釘は食べたが医者は指示を無視し麻酔をかけ釘を取り除いたが10日後に死去した。検死によれば、死因は大動脈瘤破裂であった。

## 取り扱われた番組
- 世界7大ミステリー　人体の奇跡スペシャル2（テレビ東京）
- 幻解!超常ファイル ダークサイド・ミステリー(NHK BSプレミアム)